# Explorarea Lunii

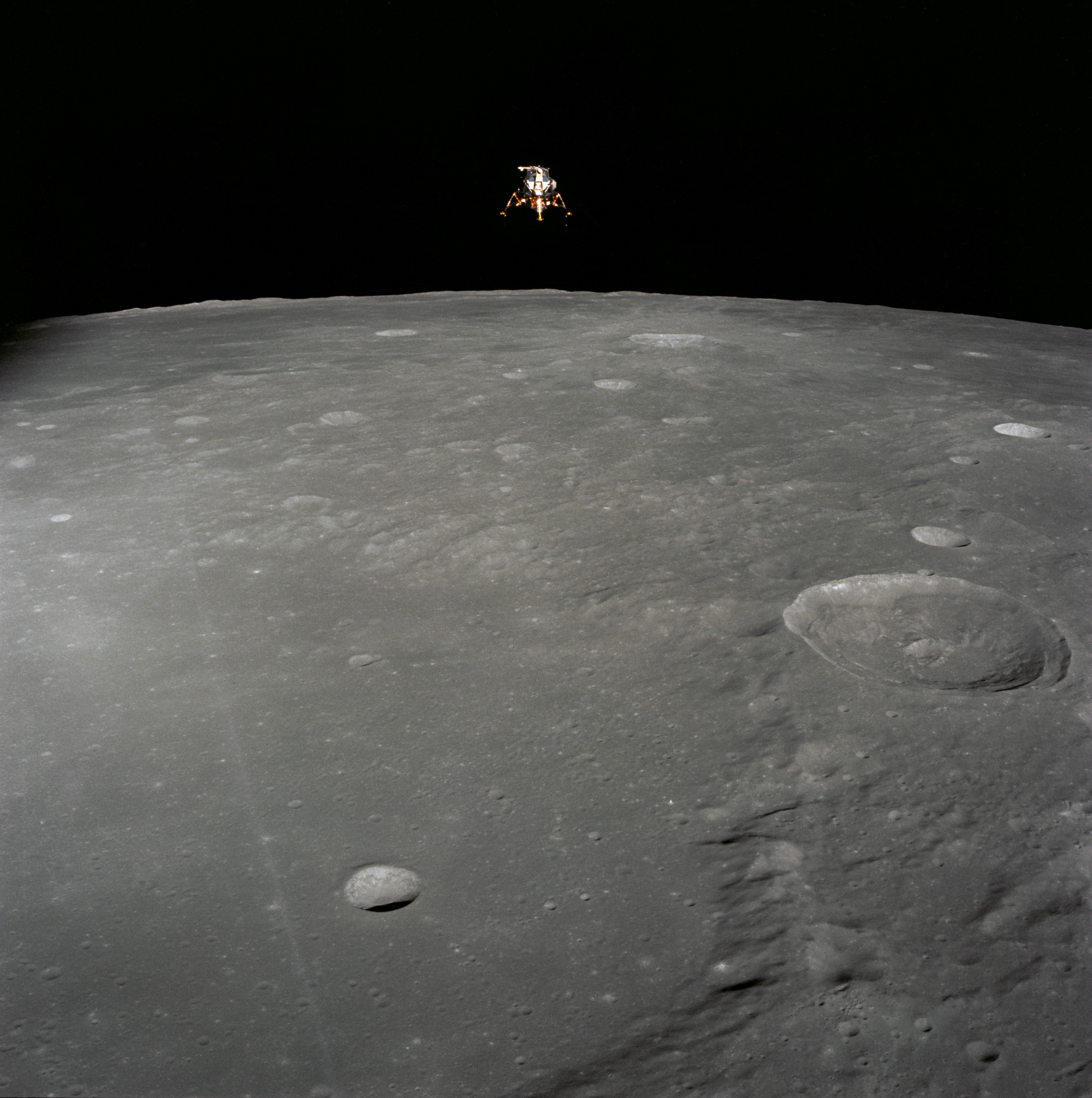
Modulul lunar Intrepid al misiunii Apollo 12 se pregătește să coboare pe suprafața Lunii. Foto NASA.

Explorarea fizică a Lunii a început atunci când Luna 2, o sondă spațială lansată de Uniunea Sovietica, s-a prăbușit pe suprafața Lunii pe 14 septembrie 1959. Până atunci singurul mijloc disponibil de explorare a Lunii a fost observația de pe Pământ.
Inventarea telescopului optic a reprezentat primul salt în creșterea calității observațiilor lunare. Galileo Galilei este creditat, în general, ca fiind prima persoană care a folosit un telescop în scopuri astronomice; după ce și-a confecționat propriul său telescop în anul 1609, a reușit să observe cu el munții și craterele de pe suprafața Lunii.
Programul Apollo al NASA a fost prima, și până în prezent singura, misiune spațială în care oamenii au ajuns pe suprafața Lunii. Prima aselenizare a avut loc în 1969, când astronauții au amplasat instrumente științifice pe Lună și au adus probe de sol selenar pe Pământ.

## Istoria veche

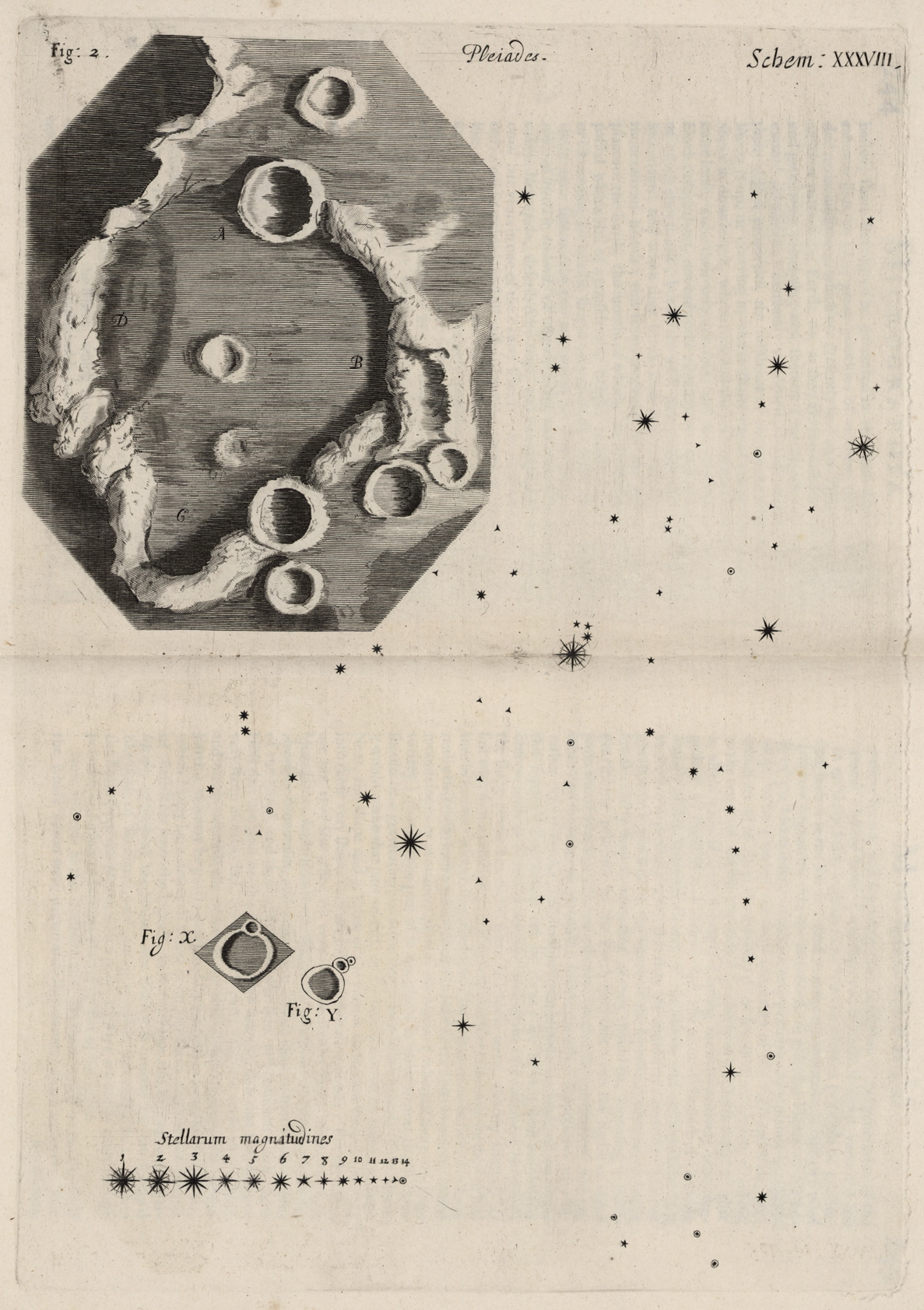
Un studiu al Lunii în Micrographia lui Robert Hooke, 1665

Filozoful din Grecia Antică Anaxagora (d. 428 î.Hr.) a presupus că Soarele și Luna erau roci sferice uriașe și că acesta din urmă reflectă lumina primită de la Soare. Opiniile sale nereligioase cu privire la cer au determinat întemnițarea și apoi exilarea lui. În broșura Despre chipul care apare în cercul Lunii, Plutarh a sugerat că Luna are cratere adânci în care lumina Soarelui nu ajunge și că petele nu sunt altceva decât umbre ale unor râuri sau prăpăstii adânci. De asemenea, el a afirmat că Luna ar putea să fie locuită. Aristarh a mers un pas mai departe și a calculat distanța de la Pământ la Lună, împreună cu dimensiunea sa, obținând o valoare a distanței de aproximativ 20 de ori raza Pământului (valoarea reală este 60; raza Pământului era cunoscută aproximativ din calculele lui Eratostene).
Deși chinezii din timpul dinastiei Han (202 î.Hr.–202 AD) credeau că Luna reprezintă o sursă de energie asimilată qi, teoria „influenței radiante” recunoștea că lumina Lunii era doar o reflecție a luminii Soarelui (menționată de Anaxagora mai sus). Această teorie a fost susținută de gânditori ca Jing Fang, care a remarcat sfericitatea Lunii. Shen Kuo (1031-1095) din timpul dinastiei Song (960-1279) a creat o alegorie în care a asemănat creșterea și descreșterea Lunii cu o minge rotundă de argint reflectorizant că, atunci când este stropită cu o pulbere albă și este privită din lateral, pare a fi o semilună.
Prin anul 499 AD astronomul indian Aryabhata a menționat în Aryabhatiya că lumina reflectată a soarelui este cauza strălucirii Lunii.

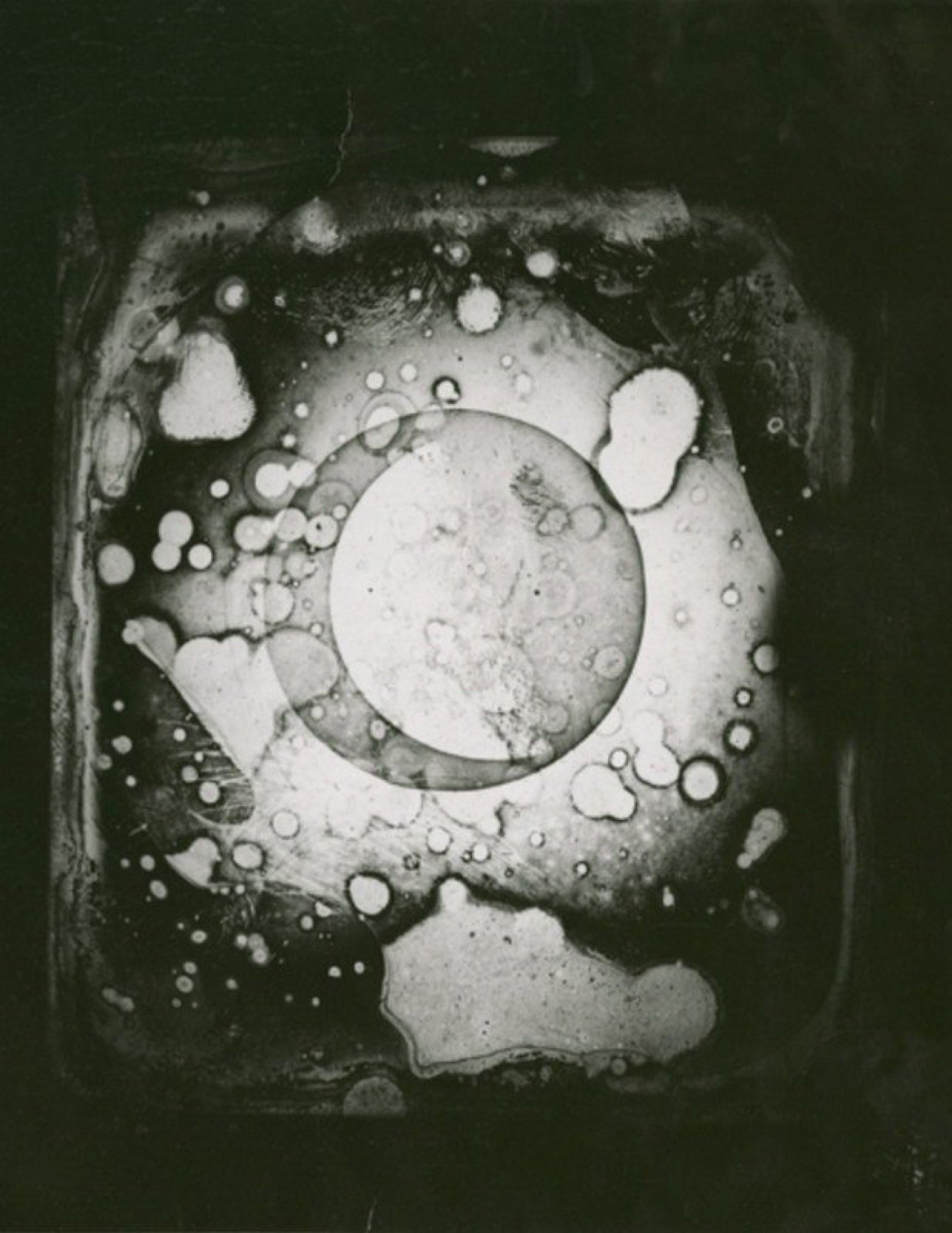
Cel mai vechi dagherotip păstrat al Lunii, realizat de John W. Draper (1840)

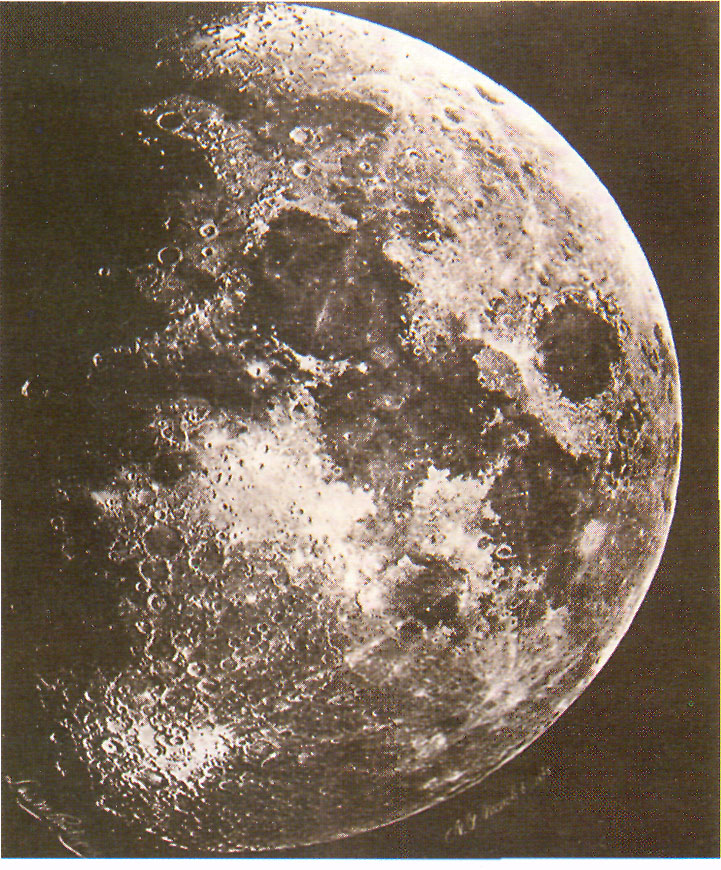
Fotografie a Lunii realizată de Lewis Rutherfurd în 1865

Habash al-Hasib al-Marwazi, un astronom persan, a efectuat diverse observații la observatorul Al-Shammisiyyah din Bagdad între anii 825 și 835 AD. Utilizând aceste observații, el a estimat diametrul Lunii ca fiind de 3.037 km (echivalentul unei raze de 1.519 km) și distanța de la Pământ la Lună de 346.345 km, care se apropie de valorile acceptate în prezent. În secolul al XI-lea, fizicianul islamic Alhazen a cercetat lumina lunii, dovedind prin experimente că provine de la lumina soarelui și a concluzionat în mod corect că „emite lumină de pe acele porțiuni ale suprafeței sale, care primesc lumina soarelui”.
Prin Evul Mediu, înainte de inventarea telescopului, un număr tot mai mare de oameni au început să susțină că Luna era o sferă, deși mulți credeau că ea era „perfect netedă”. În 1609 Galileo Galilei a realizat unul dintre primele desene telescopice ale Lunii în cartea Sidereus Nuncius și a precizat că aceasta nu era netedă, ci că avea munți și cratere. Mai târziu, în secolul al XVII-lea, Giovanni Battista Riccioli și Francesco Maria Grimaldi au desenat o hartă a Lunii și au dat multor cratere numele pe care le poartă astăzi. Pe hărți, părțile întunecate de pe suprafața Lunii au fost numite maria (la singular mare) sau mări, iar părțile luminate au fost numite terrae sau continente.
Thomas Harriot, la fel ca Galilei, a desenat prima reprezentare telescopică a Lunii și a observat-o timp de mai mulți ani. Desenele lui, cu toate acestea, au rămas nepublicate. Prima hartă a Lunii a fost realizată de către cosmograful și astronomul belgian Michael Florent van Langren în 1645. Doi ani mai târziu, o lucrare mai importantă a fost publicată de Johannes Hevelius. În 1647 Hevelius a publicat Selenographia, primul tratat dedicat în întregime Lunii. Nomenclatura lui Hevelius, deși folosită în țările protestante până în secolul al XVIII-lea, a fost înlocuită de sistemul publicat în 1651 de astronomul iezuit Giovanni Battista Riccioli, care a dat petelor mari văzute cu ochiul liber numele de mări și petelor telescopice (numite acum cratere) numele unor filosofi și astronomi. În 1753 astronomul și călugărul iezuit croat Roger Joseph Boscovich a descoperit absența atmosferei de pe Lună. În 1824 Franz von Gruithuisen a explicat formarea craterelor ca rezultat al impactului unor meteoriți.
Posibilitatea ca Luna să conțină vegetație și să fie locuită de seleniți a fost analizată serios de către principalii astronomi chiar în primele decenii ale secolului al XIX-lea. Wilhelm Beer și Johann Heinrich Mädler au publicat lucrarea în patru volume Mappa Selenographica în perioada 1834-1836 și cartea Der Mond în 1837, care au stabilit ferm concluzia că Luna nu conține întinderi de apă și nici o atmosferă considerabilă.

## Cursa spațială
Cursa spațială și cursa către Lună inspirate de Războiul Rece între Uniunea Sovietică și Statele Unite ale Americii au fost accelerate, cu un accent pus pe explorarea Lunii. Aceasta a inclus multe premiere importante din punct de vedere științific, cum ar fi primele fotografii ale feței ascunse a Lunii realizate în 1959 de Uniunea Sovietică, și a culminat cu coborârea primilor oameni pe Lună în 1969, considerată de întreaga lume ca fiind unul dintre evenimentele majore ale secolului al XX-lea și, în general, a istoriei omenirii.

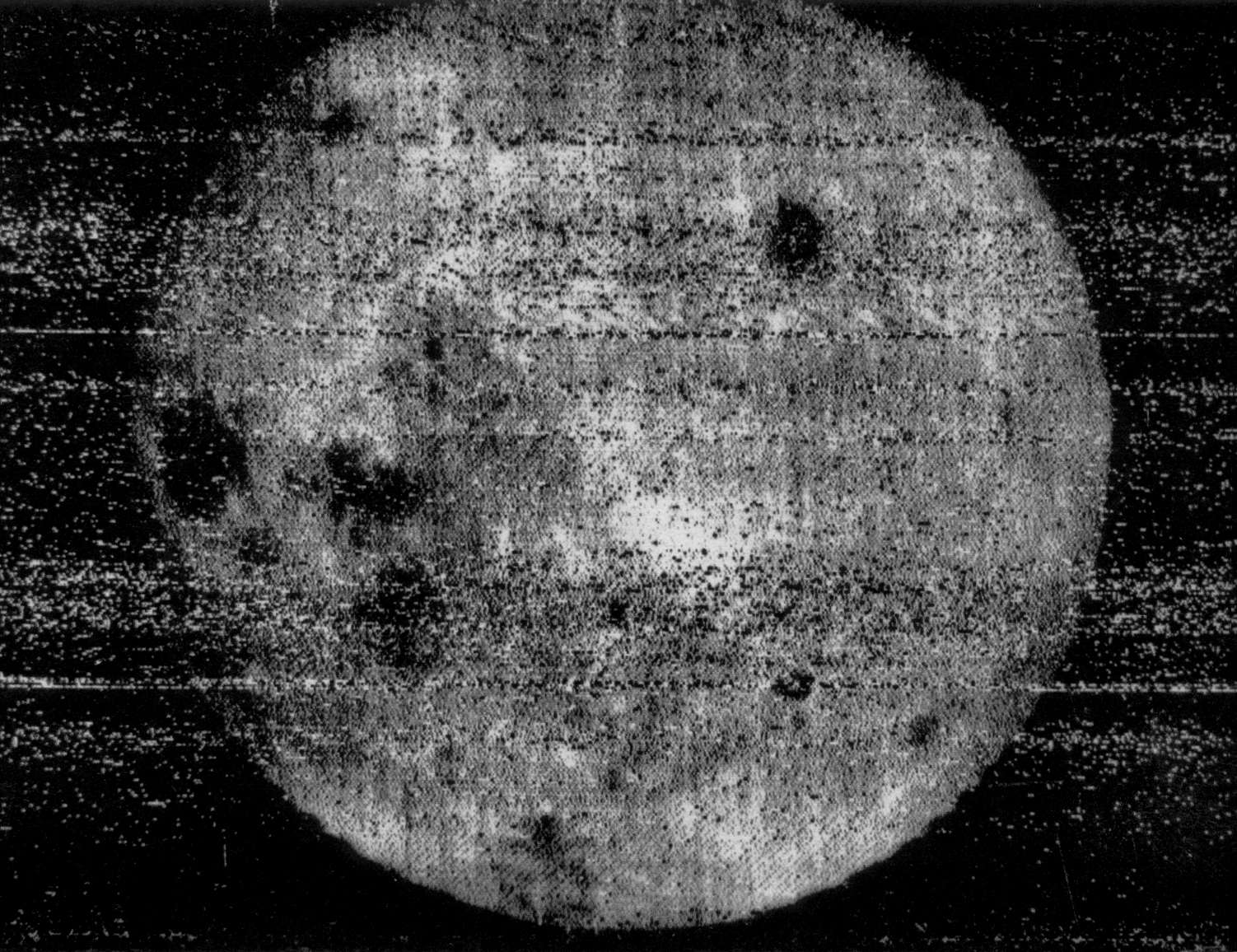
Prima imagine captată a unei alte părți a spațiului arătând fața ascunsă a Lunii.

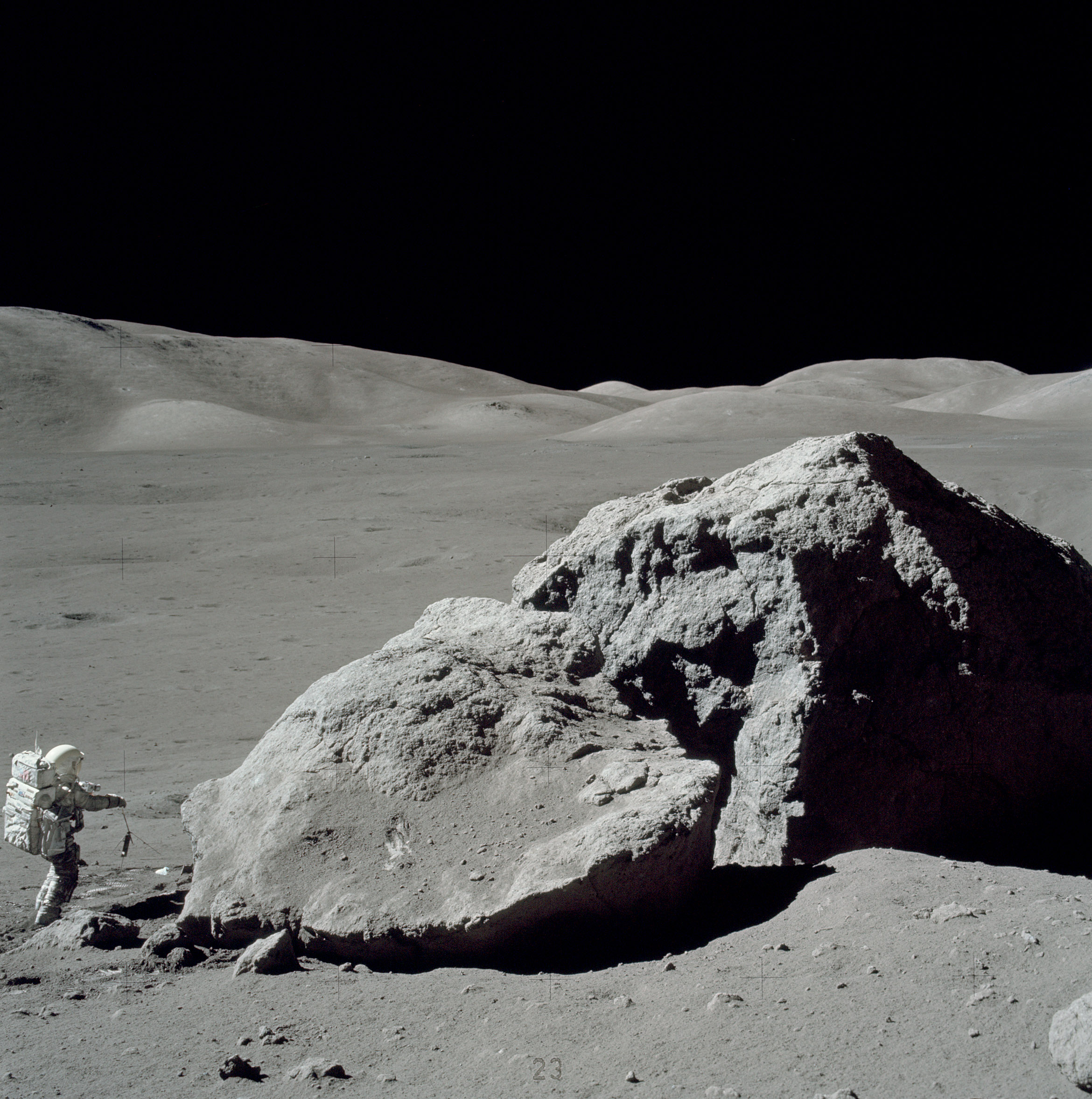
Astronautul Harrison Schmitt din cadrul Misiunii Apollo 17 stând în picioare lângă un bolovan din valea Taurus-Littrow în cea de-a treia EVA (activitate extravehiculară). Foto NASA.

Primul obiect făcut de om pentru a ajunge pe Lună a fost sonda sovietică fără pilot Luna 2, care a reușit o aselenizare dură pe 14 septembrie 1959, la ora 21:02:24 Z. Fața ascunsă a Lunii a fost fotografiată pentru prima oară pe 7 octombrie 1959, de către sonda sovietică Luna 3. Deși neclare după standardele de azi, fotografiile au arătat că fața ascunsă a Lunii este aproape complet lipsită de mări lunare. Într-un efort de a concura cu aceste succese sovietice, președintele american John F. Kennedy a propus aselenizarea omului ca obiectiv național al SUA. Vorbind într-o ședință comună a Congresului din 25 mai 1961, a spus:
„În primul rând, cred că această națiune ar trebui să se angajeze să-și atingă țelul, înainte de sfârșitul acestui deceniu, de a trimite un om pe Lună și de a-l aduce înapoi în siguranță pe pământ. Nici un proiect spațial din această perioadă nu va fi mai impresionant pentru omenire sau mai important pentru explorarea în perspectivă a spațiului.” 
 Sovieticii au rămas ceva timp, cu toate acestea, la conducerea cursei spațiale. Luna 9 a fost prima sondă care a aselenizat lin pe Lună și a transmis imagini de pe suprafața lunii pe 3 februarie 1966. S-a dovedit că sonda de aselenizare nu s-a scufundat într-un strat gros de praf așa cum exista temerea. Primul satelit artificial al Lunii a fost sonda sovietică Luna 10, lansată în 31 martie 1966.
Pe 24 decembrie 1968, echipajul misiunii Apollo 8, format din Frank Borman, James Lovell și William Anders, au devenit primii oameni care au intrat pe orbita Lunii și au văzut personal fața ascunsă a Lunii. Primii oameni au aselenizat pe 20 iulie 1969. Primul om care a pășit pe lună a fost Neil Armstrong, comandantul misiunii americane Apollo 11. Primul autovehicul lunar robot care a aselenizat a fost nava sovietică Lunohod 1 pe 17 noiembrie 1970, în cadrul programului Lunohod. Până în prezent, ultimul om care a pășit pe Lună a fost Eugene Cernan, care în decembrie 1972 a ajuns acolo în cadrul misiunii Apollo 17. Vezi și: listă de astronauți ai programului Apollo.
Eșantioane de roci lunare au fost aduse pe Pământ de trei misiuni Luna (Luna 16, 20 și 24) și de misiunile Apollo de la 11 până la 17 (cu excepția misiunii Apollo 13, a cărei încercare de aselenizare a eșuat).
De la mijlocul anilor 1960 până la mijlocul anilor 1970 au avut loc 65 de aselenizări (10 au fost doar în 1971), dar după misiunea Luna 24 din 1976 s-au oprit brusc. Uniunea Sovietică a început să-și concentreze eforturile către Venus și stațiile spațiale, în timp ce SUA către Marte și dincolo de Marte, precum și către programele Skylab și Space Shuttle.
Înainte de începerea cursei lunare SUA a dezvoltat preproiecte pentru amplasarea unor baze științifice și militare pe Lună: proiectul Lunex și proiectul Horizon. În afară de aselenizarea cu echipaj, programele lunare sovietice au inclus construirea unei baze multifuncționale Zvezda, primul proiect detaliat, completat cu machete de vehicule de expediție și de module de suprafață.

## Explorări recente

Sonda spațială Cassini–Huygens a luat această imagine în timpul zborului său lunar, înainte de a se deplasa către Saturn

În 1990, Japonia a vizitat Luna cu nava spațială Hiten, devenind a treia țară care a plasat un obiect pe orbita Lunii. Nava a lansat sonda Hagoromo pe orbita Lunii, dar transmițătorul s-a defectat, prevenind astfel transmiterea de date științifice suplimentare care să fie utilizate de navele spațiale. În septembrie 2007 Japonia a lansat nava spațială SELENE, cu obiectivul de „a obține date științifice cu privire la originea și evoluția Lunii și de a dezvolta tehnologia pentru o viitoare explorare lunară”, potrivit sitului oficial al JAXA.
Agenția Spațială Europeană a lansat o mică sondă orbitală numită SMART 1 pe 27 septembrie 2003. Scopul principal al lui SMART 1 a fost de a capta imagini tridimensionale cu raze X și în infraroșu de pe suprafața Lunii. SMART 1 a intrat pe orbita lunară pe data de 15 noiembrie 2004 și a continuat să facă observații până în 3 septembrie 2006, când a fost prăbușită în mod intenționat pe suprafața Lunii, cu scopul de a studia impactul.
China a inițiat Programul Chinezesc de Explorare Lunară pentru explorarea Lunii și examinarea unor viitoare prospecțiuni miniere, fiind căutat în mod special izotopul de heliu-3 care să fie folosit ca o sursă de energie pe Pământ. China a lansat sonda spațială orbitală Chang'e 1 pe 24 octombrie 2007. Planificată inițial pentru o misiune de un an, Chang'e 1 a avut o misiune de succes, care a fost prelungită pentru încă patru luni. Pe 1 martie 2009 Chang'e 1 a fost prăbușit în mod intenționat pe suprafata lunii după 16 luni de misiune. Pe 1 octombrie 2010 China a lansat sonda spațială orbitală Chang'e 2. China a debarcat vehiculul rover Chang'e 3 pe Lună pe 14 decembrie 2013 și a devenit a treia țară care a realizat acest lucru. Chang'e 3 este prima navă spațială care a aselenizat lin pe suprafața lunară de la Luna 24 în 1976.
Agenția spațiană națională a Indiei, Organizația Indiană de Cercetare Spațială (ISRO), a lansat Chandrayaan-1, o sondă orbitală lunară fără pilot pe 22 octombrie 2008. Sonda lunară a fost destinată inițial să orbiteze în jurul Lunii timp de doi ani, cu obiectivele științifice de a realiza un atlas tridimensional al ambelor fețe ale Lunii și de a încerca să identifice prezența unor substanțe chimice și mineralogice pe suprafața Lunii. Sonda fără pilot Moon Impact a aselenizat la ora 15:04 GMT, în 14 noiembrie 2008, făcând ca India să devină cea de-a patra țară care a reușit să atingă suprafața lunii. Printre multele sale realizări a fost descoperirea prezenței moleculelor de apă în solul lunar.

## Planuri

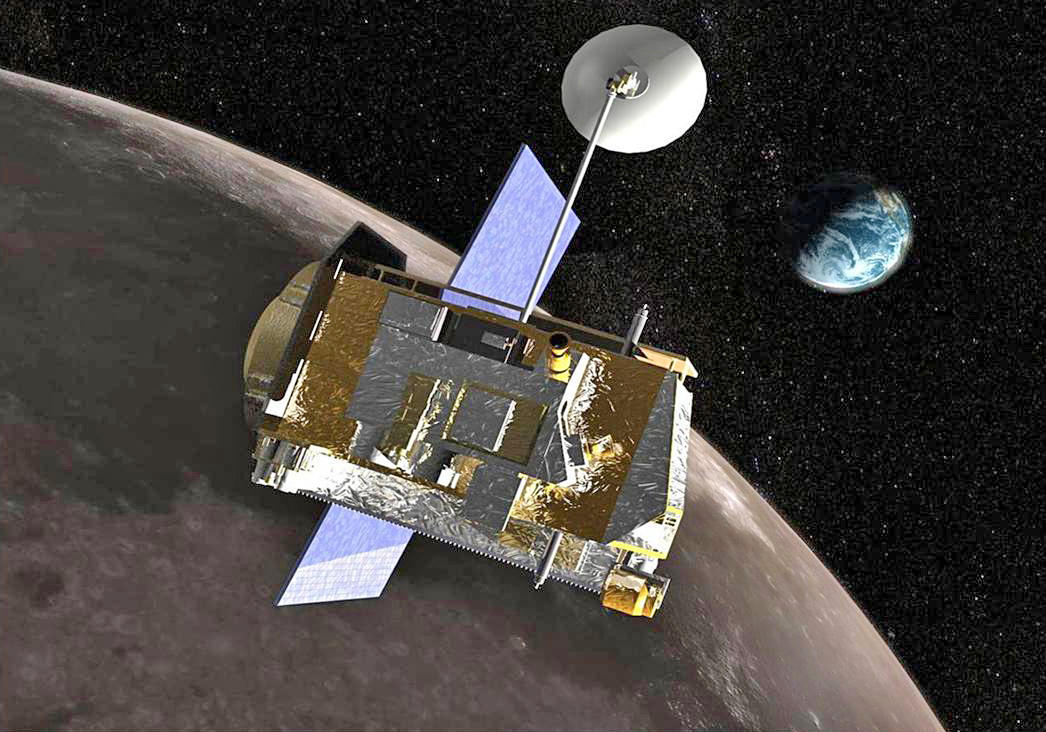
Sondă spațială orbitală lunară a NASA

După abandonarea programului Constellation, au fost anunțate planuri pentru zboruri cu echipaj uman, urmate de amplasarea unor baze pe lună, de către Rusia, Europa (ESA), China, Japonia și India. Toate aceste țări intenționează să continue explorarea Lunii cu mai multe nave spațiale fără pilot.
China a planificat să efectueze o misiune de aducere de probe cu nava spațială Chang'e 5 în 2017, dar misiunea a fost amânată până în anul 2019 din cauza eșecului vehicului de lansare Long March 5 în 2017. Ea va trimite, de asemenea, sonda Chang'e 4, un model asemănător cu Chang'e 3, pe fața ascunsă a Lunii în 2018. Din moment ce misiunea Chang'e 3 a fost un succes, sonda Chang'e 4 are misiunea de a ajunge pe fața ascunsă a Lunii, aceasta fiind prima dată când se încearcă o astfel de aselenizare de către orice țară.
India urmează să lanseze o altă misiune pe Lună în 2018, Chandrayaan-2, care ar debarca acolo un vehicul motorizat rover.
Agenția de Explorare Aerospațială Japoneză (JAXA) plănuiește o aselenizare cu echipaj uman în jurul anului 2020, care ar duce la organizarea unei baze lunare locuite până în 2030; cu toate acestea, nu există nici un buget pentru acest proiect și planul a fost refăcut pentru trimiterea unor misiuni robotice.
Rusia a anunțat, de asemenea, că va relua proiectul Luna-Glob de lansare a unei sonde spațiale orbitale și a unui vehicul de aselenizare, care era programat în 2016. În 2015 Roscosmos a declarat că Rusia intenționează să trimită un astronaut pe Lună până în 2030, lăsând cercetările planetei Marte doar pentru NASA. Scopul este de a conlucra cu NASA și de a evita o cursă spațială.
Germania a anunțat, de asemenea, în martie 2007 că va lansa o sondă spațială orbitală lunară, LEO, în 2012. Cu toate acestea, misiunea a fost anulată din cauza constrângerilor bugetare.
În august 2007 NASA a declarat că toate misiunile și explorările lunare viitoare vor fi făcute în întregime folosind sistemul metric. Acest lucru urmărește îmbunătățirea cooperării cu agențiile spațiale din alte țări care folosesc deja sistemul metric.
Agenția Spațială Europeană a anunțat, de asemenea, intenția de a trimite o misiune cu echipaj uman pe Lună, ca parte a programului Aurora. În septembrie 2010 agenția a introdus un program „Lunar lander”, având ca scop realizarea unor misiuni autonome pe Lună în 2018.
Proiectul spațial rus Federația a planificat să trimită cosmonauți pe orbita Lunii în 2025. Lansarea stației spațiale orbitale lunare este propusă a avea loc după 2030.

## Cronologia explorării Lunii
| Misiune (1950–1959)                                    | Data lansării         | Data sosirii pe Lună | Încheiere                      | Obiectiv                                              | Rezultat |
| ------------------------------------------------------ | --------------------- | -------------------- | ------------------------------ | ----------------------------------------------------- | --- |
| Pioneer 0                                              | 17 august 1958        |                      | 17 august 1958                 | Sondă spațială orbitală                               | Lansare eșuată |
| Luna E-1 No.1                                          | 23 septembrie 1958    |                      | 23 septembrie 1958             | Sondă spațială de impact                              | Lansare eșuată |
| Pioneer 1                                              | 11 octombrie 1958     |                      | 13 octombrie 1958              | Sondă spațială orbitală                               | Lansare eșuată |
| Luna E-1 No.2                                          | 11 octombrie 1958     |                      | 11 octombrie 1958              | Sondă spațială de impact                              | Lansare eșuată |
| Pioneer 2                                              | 8 noiembrie 1958      |                      | 8 noiembrie 1958               | Sondă spațială orbitală                               | Lansare eșuată |
| Luna E-1 No.3                                          | 4 decembrie 1958      |                      | 4 decembrie 1958               | Sondă spațială de impact                              | Lansare eșuată |
| Pioneer 3                                              | 6 decembrie 1958      |                      | 7 decembrie 1959               | Zbor în apropierea Lunii                              | Lansare eșuată |
| Luna 1 (Mechta, Dream, E-1 No.4)                       | 2 ianuarie 1959       | 4 ianuarie 1959      |                                | Sondă spațială de impact                              | Succes parțial (primul zbor de succes în apropierea Lunii la o distanță de 5.995 km, arătând absența câmpului magnetic al Lunii)                                                                           |
| Pioneer 4                                              | 3 martie 1959         | 4 martie 1959        | 7 martie 1959                  | Zbor în apropierea Lunii                              | Succes parțial (zbor în apropierea Lunii la o distanță de 60.000 km) |
| Luna E-1A No.1                                         | 18 iunie 1959         |                      | 18 iunie 1959                  | Sondă spațială de impact                              | Lansare eșuată |
| Luna 2                                                 | 12 septembrie 1959    | 13 septembrie 1959   |                                | Sondă spațială de impact                              | Succes (prima sondă spațială care a atins suprafața Lunii, a aselenizat la est de Mare Serenitatis, a descoperit variații în fluxul de electroni și spectrul de energie din centura de radiații Van Allen) |
| Pioneer P-1                                            | 24 septembrie 1959    |                      | 24 septembrie 1959             | Sondă spațială orbitală                               | Lansare eșuată |
| Luna 3                                                 | 4 octombrie 1959      | 6 octombrie 1959     |                                | Zbor în apropierea Lunii                              | Succes (prima fotografie a feței ascunse a Lunii) |
| Pioneer P-3                                            | 26 noiembrie 1959     |                      | 26 noiembrie 1959              | Sondă spațială orbitală                               | Lansare eșuată |
| Misiune (1960–1969)                                    | Data lansării         | Data sosirii pe Lună | Încheiere                      | Obiectiv                                              | Rezultat |
| Luna E-3 No.1                                          | 15 aprilie 1960       |                      | 15 aprilie 1960                | Zbor în apropierea Lunii                              | Lansare eșuată |
| Luna E-3 No.2                                          | 16 aprilie 1960       |                      | 16 aprilie 1960                | Zbor în apropierea Lunii                              | Lansare eșuată |
| Pioneer P-30                                           | 25 septembrie 1960    |                      | 25 septembrie 1960             | Sondă spațială orbitală                               | Lansare eșuată |
| Pioneer P-31                                           | 15 decembrie 1960     |                      | 15 decembrie 1960              | Sondă spațială orbitală                               | Lansare eșuată |
| Ranger 3                                               | 26 ianuarie 1962      | 28 ianuarie 1962     |                                | Sondă spațială de impact                              | Eșec (zbor în apropierea Lunii) |
| Ranger 4                                               | 23 aprilie 1962       | 26 aprilie 1962      | 26 aprilie 1962                | Sondă spațială de impact                              | Eșec (nu s-a reușit corecția cursului la jumătatea drumului, s-a zdrobit de fața ascunsă a Lunii) |
| Ranger 5                                               | 18 octombrie 1962     | 21 octombrie 1962    |                                | Sondă spațială de impact                              | Eșec (zbor în apropierea Lunii) |
| Luna E-6 No.2                                          | 4 ianuarie 1963       | 11 ianuarie 1963     |                                | Sondă de aselenizare                                  | Lansată pe o orbită greșită |
| Luna E-6 No.3                                          | 3 februarie 1963      | 3 februarie 1963     |                                | Sondă de aselenizare                                  | Lansare eșuată |
| Luna 4                                                 | 2 aprilie 1963        | >6 aprilie 1963      |                                | Sondă de aselenizare                                  | Eșec (zbor în apropierea Lunii) |
| Ranger 6                                               | 30 ianuarie 1964      | 2 februarie 1964     | 2 februarie 1964               | Sondă spațială de impact                              | Eșec (camera TV era singurul instrument, nu a funcționat) |
| Luna E-6 No.6                                          | 21 martie 1964        |                      | 21 martie 1964                 | Sondă de aselenizare                                  | Lansare eșuată |
| Luna E-6 No.5                                          | 20 aprilie 1964       |                      | 20 aprilie 1964                | Sondă de aselenizare                                  | Lansare eșuată |
| Ranger 7                                               | 28 iulie 1964         | 31 iulie 1964        |                                | Sondă spațială de impact                              | Succes |
| Ranger 8                                               | 17 februarie 1965     | 20 februarie 1965    |                                | Sondă spațială de impact                              | Succes |
| Cosmos 60                                              | 12 martie 1965        |                      |                                | Sondă de aselenizare                                  | Nu a reușit să iasă de pe orbita Pământului |
| Ranger 9                                               | 21 martie 1965        | 24 martie 1965       |                                | Sondă spațială de impact                              | Succes |
| Luna E-6 No.8                                          | 10 aprilie 1965       |                      | 10 aprilie 1965                | Sondă de aselenizare                                  | Lansare eșuată |
| Luna 5                                                 | 9 mai 1965            | 12 mai 1965          |                                | Sondă de aselenizare                                  | Eșec (s-a prăbușit în Mare Nubium) |
| Luna 6                                                 | 8 iunie 1965          | 11 iunie 1965        |                                | Sondă de aselenizare                                  | Eșec (zbor în apropierea Lunii) |
| Zond 3                                                 | 18 iulie 1965         | 20 iulie 1965        |                                | Zbor în apropierea Lunii                              | Succes |
| Luna 7                                                 | 4 octombrie 1965      | 7 octombrie 1965     |                                | Sondă de aselenizare                                  | Eșec (s-a prăbușoit în Oceanus Procellarum) |
| Luna 8                                                 | 3 decembrie 1965      | 6 decembrie 1965     |                                | Sondă de aselenizare                                  | Eșec (s-a prăbușit în Oceanus Procellarum) |
| Luna 9                                                 | 31 ianuarie 1966      | 3 februarie 1966     | 6 februarie 1966               | Sondă de aselenizare                                  | Succes (prima sondă care a reușit să aselenizeze lin și primele fotografii ale suprafeței Lunii, a aselenizat în Oceanus Procellarum)                                                                      |
| Cosmos 111                                             | 1 martie 1966         |                      | 3 martie 1966                  | Sondă spațială orbitală                               | Lansată pe o orbită greșită |
| Luna 10                                                | 31 martie 1966        | 3 aprilie 1966       | 30 mai 1966                    | Sondă spațială orbitală                               | Succes (prima sondă spațială orbitală lunară) |
| Surveyor 1                                             | 30 mai 1966           | 2 iunie 1966         | 7 ianuarie 1967                | Sondă de aselenizare                                  | Succes (a aselenizat în Oceanus Procellarum) |
| Lunar Orbiter 1                                        | 10 august 1966        | 14 august 1966       | 29 octombrie 1966              | Sondă spațială orbitală                               | Succes |
| Luna 11                                                | 24 august 1966        | 27 august 1966       | 1 octombrie 1966               | Sondă spațială orbitală                               | Succes |
| Surveyor 2                                             | 20 septembrie 1966    | 23 septembrie 1966   | 23 septembrie 1966             | Sondă de aselenizare                                  | Eșec (s-a prăbușit în apropierea craterului Copernicus) |
| Luna 12                                                | 22 octombrie 1966     | 25 octombrie 1966    | 19 ianuarie 1967               | Sondă spațială orbitală                               | Succes |
| Lunar Orbiter 2                                        | 6 noiembrie 1966      | 10 noiembrie 1966    | 11 octombrie 1967              | Sondă spațială orbitală                               | Succes |
| Luna 13                                                | 21 decembrie 1966     | 24 decembrie 1966    | 28 decembrie 1966              | Sondă de aselenizare                                  | Succes (a aselenizat în Oceanus Procellarum) |
| Lunar Orbiter 3                                        | 5 februarie 1967      | 8 februarie 1967     | 9 octombrie 1967               | Sondă spațială orbitală                               | Succes parțial (fotografierea a fost întreruptă) |
| Surveyor 3                                             | 17 aprilie 1967       | 20 aprilie 1967      | 3 mai 1967                     | Sondă de aselenizare                                  | Succes (bucăți recuperate ulterior de astronauții misiunii Apollo 12) |
| Lunar Orbiter 4                                        | 4 mai 1967            | 8 mai 1967           | <31 octombrie 1967             | Sondă spațială orbitală                               | Succes parțial (fotografierea a fost întreruptă) |
| Surveyor 4                                             | 14 iulie 1967         | 17 iulie 1967        | 17 iulie 1967                  | Sondă de aselenizare                                  | Eșec (ar fi explodat înainte de a atinge suprafața lunară) |
| Lunar Orbiter 5                                        | 1 august 1967         | 5 august 1967        | 31 ianuarie 1968               | Sondă spațială orbitală                               | Succes |
| Surveyor 5                                             | 8 septembrie 1967     | 11 septembrie 1967   | 17 decembrie 1967              | Sondă de aselenizare                                  | Succes |
| Surveyor 6                                             | 7 noiembrie 1967      | 10 noiembrie 1967    | 14 decembrie 1967              | Sondă de aselenizare                                  | Succes |
| Surveyor 7                                             | 7 ianuarie 1968       | 10 ianuarie 1968     | 20 februarie 1968              | Sondă de aselenizare                                  | Succes |
| Luna E-6LS No.112                                      | 7 februarie 1968      |                      | 7 februarie 1968               | Sondă de aselenizare                                  | Lansare eșuată |
| Luna 14                                                | 7 aprilie 1968        | 10 aprilie 1968      | 4 iulie 1968                   | Sondă spațială orbitală                               | Succes |
| Zond 5                                                 | 15 septembrie 1968    | 18 septembrie 1968   | 21 septembrie 1968             | Zbor în apropierea Lunii                              | Succes (prima navă spațială cu ființe vii care s-a întors pe Pământ după un zbor în apropierea Lunii) |
| Zond 6                                                 | 10 noiembrie 1968     | 14 noiembrie 1968    | 17 noiembrie 1968              | Zbor în apropierea Lunii                              | Succes parțial (depresurizarea a dus la moartea tuturor animalelor, s-a prăbușit din cauza nedeschiderii parașutei)                                                                                        |
| Apollo 8                                               | 21 decembrie 1968     | 24 decembrie 1968    | 27 decembrie 1968              | Navă spațială orbitală                                | Succes (prima navă spațială orbitală lunară cu echipaj) |
| Luna E-8 No.201                                        | 19 februarie 1969     |                      | 19 februarie 1969              | Rover                                                 | Lansare eșuată |
| Apollo 10                                              | 18 mai 1969           | 21 mai 1969          | 26 mai 1969                    | Navă spațială orbitală                                | Succes (testarea vehiculului de aselenizare pe orbita Lunii) |
| Luna E-8-5 No.402                                      | 14 iunie 1969         |                      | 14 iunie 1969                  | Aducere de mostre                                     | Lansare eșuată |
| Luna 15                                                | 13 iulie 1969         |                      | 21 iulie 1969                  | Aducere de mostre                                     | Eșec (s-a prăbușit în Mare Crisium) |
| Apollo 11                                              | 16 iulie 1969         | 18 iulie 1969        | 24 iulie 1969                  | Navă spațială orbitală                                | Succes |
| Apollo 11                                              | 16 iulie 1969         | 20 iulie 1969        | 21 iulie 1969                  | Aducere de mostre                                     | Succes (21,5 kg de roci lunare aduse, primii oameni pe suprafața Lunii) |
| Zond 7                                                 | 7 august 1969         | 11 august 1969       | 14 august 1969                 | Zbor în apropierea Lunii                              | Succes |
| Cosmos 300                                             | 23 septembrie 1969    |                      | 23 septembrie 1969             | Aducere de mostre                                     | Lansată pe o orbită greșită |
| Cosmos 305                                             | 22 octombrie 1969     |                      | 22 octombrie 1969              | Aducere de mostre                                     | Lansată pe o orbită greșită |
| Apollo 12                                              | 14 noiembrie 1969     | 17 noiembrie 1969    | 24 noiembrie 1969              | Navă spațială orbitală                                | Succes |
| Apollo 12                                              | 14 noiembrie 1969     | 19 noiembrie 1969    | 20 noiembrie 1969              | Aducere de mostre                                     | Succes (prima aselenizare precisă, a recuperat bucăți din sonda Surveyor 3) |
| Misiune (1970–1979)                                    | Data lansării         | Data sosirii pe Lună | Încheiere                      | Obiectiv                                              | Rezultat |
| Apollo 13                                              | 11 aprilie 1970       | 15 aprilie 1970      | 17 aprilie 1970                | Aducere de mostre                                     | Eșec (zbor în apropierea Lunii, echipajul a revenit pe Pământ) |
| S-IV                                                   | 11 aprilie 1970       | 14 aprilie 1970      | 14 aprilie 1970                | Sondă spațială de impact                              | Succes (a furnizat semnal pentru experimentul seismic pasiv al misiunii Apollo 12) |
| Luna E-8-5 No.405                                      | 6 februarie 1970      |                      | 6 februarie 1970               | Aducere de mostre                                     | Lansare eșuată |
| Luna 16                                                | 12 septembrie 1970    | 20 septembrie 1970   | 24 septembrie 1970             | Aducere de mostre                                     | Succes (prima aducere robotizată de mostre lunare, 101 g) |
| Zond 8                                                 | 20 octombrie 1970     | 24 octombrie 1970    | 27 octombrie 1970              | Zbor în apropierea Lunii                              | Succes |
| Luna 17                                                | 10 noiembrie 1970     | 17 noiembrie 1970    | 17 noiembrie 1970              | Sondă de aselenizare                                  | Succes (a debarcat vehiculul Lunohod 1) |
| Lunohod 1                                              | 10 noiembrie 1970     | 17 noiembrie 1970    | 14 septembrie 1971             | Rover                                                 | Succes (primul vehicul lunar, a călătorit pe o distanță de 10,54 km) |
| Apollo 14                                              | 31 ianuarie 1971      | 4 februarie 1971     | 9 februarie 1971               | Navă spațială orbitală                                | Succes |
| Apollo 14                                              | 31 ianuarie 1971      | 5 februarie 1971     | 6 februarie 1971               | Aducere de mostre                                     | Succes |
| Apollo 15                                              | 26 iulie 1971         | 29 iulie 1971        | 7 august 1971                  | Navă spațială orbitală                                | Succes |
| Apollo 15                                              | 26 iulie 1971         | 30 iulie 1971        | 2 august 1971                  | Aducere de mostre                                     | Succes (primul vehicul lunar cu pilot) |
| PFS-1                                                  | 26 iulie 1971         | 4 august 1971        | ianuarie 1973                  | Sondă spațială orbitală                               | Succes (a măsurat plasma, intensitățile particulelor energetice și câmpul magnetic lunar) |
| Luna 18                                                | 2 septembrie 1971     | 11 septembrie 1971   | 11 septembrie 1971             | Aducere de mostre                                     | Eșec (s-a prăbușit în apropierea marginii Mare Fecunditatis) |
| Luna 19                                                | 28 septembrie 1971    | 3 octombrie 1971     | 3–20 octombrie 1972            | Sondă spațială orbitală                               | Succes |
| Luna 20                                                | 14 februarie 1972     | 21 februarie 1972    | 25 februarie 1972              | Aducere de mostre                                     | Succes |
| Apollo 16                                              | 16 aprilie 1972       | 19 aprilie 1972      | 27 aprilie 1972                | Navă spațială orbitală                                | Succes |
| Apollo 16                                              | 16 aprilie 1972       | 21 aprilie 1972      | 23 aprilie 1972                | Aducere de mostre                                     | Succes |
| PFS-2                                                  | 16 aprilie 1972       | 24 aprilie 1972      | 29 mai 1972                    | Sondă spațială orbitală                               | Succes parțial (a ieșit de pe orbită mai devreme decât s-a anticipat) |
| Apollo 17                                              | 7 decembrie 1972      | 10 decembrie 1972    | 19 decembrie 1972              | Navă spațială orbitală                                | Succes |
| Apollo 17                                              | 7 decembrie 1972      | 11 decembrie 1972    | 15 decembrie 1972              | Aducere de mostre                                     | Succes (primul geolog pe Lună) |
| Luna 21                                                | 8 ianuarie 1973       | 15 ianuarie 1973     | 15 ianuarie 1973               | Sondă de aselenizare                                  | Succes (a debarcat vehiculul Lunohod 2) |
| Lunohod 2                                              | 8 ianuarie 1973       | 15 ianuarie 1973     | 3 iunie 1973                   | Rover                                                 | Succes (cea mai lungă călătorie a unui vehicul pe Lună, 37 km) |
| Mariner 10                                             | 3 noiembrie 1973      | 5 noiembrie 1973     | 6 noiembrie 1973               | Zbor în apropierea Lunii                              | Succes (a fotografiat de aproape Polul Nord Lunar pe drumul către Venus și Mercur) |
| Luna 22                                                | 29 mai 1974           | 2 iunie 1974         | începutul lunii noiembrie 1975 | Sondă spațială orbitală                               | Succes |
| Luna 23                                                | 28 octombrie 1974     | 6 noiembrie 1974     | 9 noiembrie 1975               | Aducere de mostre                                     | Succes parțial (sondarea după mostre a eșuat) |
| Luna 24                                                | 9 august 1976         | 18 august 1976       | 22 august 1976                 | Aducere de mostre                                     | Succes (a adus primele mostre în care a fost detectată prezența apei) |
| Misiune (1990–1999)                                    | Data lansării         | Data sosirii pe Lună | Încheiere                      | Obiectiv                                              | Rezultat |
| Hiten                                                  | 24 ianuarie 1990      | 19 martie 1990       | 10 aprilie 1993                | Sondă spațială orbitală/sondă spațială de impact      | Succes (primele manevre cu instalații de frânare cu aer și primul obiect asiatic pe suprafața Lunii) |
| Clementine                                             | 25 ianuarie 1994      | 19 februarie 1994    | iunie 1994                     | Sondă spațială orbitală                               | Succes |
| Lunar Prospector                                       | 7 ianuarie 1998       | 11 ianuarie 1998     | 31 iulie 1999                  | Sondă spațială orbitală/sondă spațială de impact      | Succes |
| Misiune (2000–2009)                                    | Data lansării         | Data sosirii pe Lună | Încheiere                      | Obiectiv                                              | Rezultat |
| SMART-1                                                | 27 septembrie 2003    | 15 noiembrie 2004    | 3 septembrie 2006              | Sondă spațială orbitală/sondă spațială de impact      | Succes (prima utilizare a unui motor ionic pentru a ajunge pe Lună) |
| SELENE (Kaguya)                                        | 14 septembrie 2007    | 3 octombrie 2007     | 10 iunie 2009                  | Sondă spațială orbitală/sondă spațială de impact      | Succes |
| Chang'e 1                                              | 24 octombrie 2007     | 5 noiembrie 2007     | 1 martie 2009                  | Sondă spațială orbitală/sondă spațială de impact      | Succes |
| Chandrayaan-1                                          | 22 octombrie 2008     | 12 noiembrie 2008    | 29 august 2009                 | Sondă spațială orbitală                               | Succes |
| Moon Impact Probe                                      | 22 octombrie 2008     | 14 noiembrie 2008    | 14 noiembrie 2008              | Sondă spațială de impact                              | Succes |
| Lunar Reconnaissance Orbiter                           | 18 iunie 2009         | 23 iunie 2009        | încă în funcțiune              | Sondă spațială orbitală                               | Succes |
| Shepherding spacecraft (LCROSS)                        | 18 iunie 2009         | 9 octombrie 2009     | 9 octombrie 2009               | Sondă spațială de impact                              | Succes (observație de aproape a craterului Centaur) |
| Centaur upper stage (LCROSS)                           | 18 iunie 2009         | 9 octombrie 2009     | 9 octombrie 2009               | Sondă spațială de impact                              | Succes |
| Misiune (2010–prezent)                                 | Data lansării         | Data sosirii pe Lună | Încheiere                      | Obiectiv                                              | Rezultat |
| Chang'e 2                                              | 1 octombrie 2010      | 5 octombrie 2010     | 9 iunie 2011                   | Sondă spațială orbitală                               | Succes (și-a extins misiunea către asteroidul 4179 Toutatis) |
| ARTEMIS                                                | primăvara anului 2010 | aprilie 2011         |                                | Sondă spațială orbitală                               | Succes (două sonde ale misiunii THEMIS care orbitează în jurul Pământului au fost direcționate către Lună în 2010)                                                                                         |
| Gravity Recovery and Interior Laboratory (GRAIL)       | 10 septembrie 2011    | 1 ianuarie 2012      | 17 decembrie 2012              | Două sonde spațiale orbitale/sonde spațiale de impact | Succes |
| Lunar Atmosphere and Dust Environment Explorer (LADEE) | 7 septembrie 2013     | 6 octombrie 2013     | 18 aprilie 2014                | Sondă spațială orbitală                               | Succes |
| Chang'e 3                                              | 6 decembrie 2013      | 14 decembrie 2013    | încă în funcțiune              | Sondă de aselenizare                                  | Succes |
| Yutu                                                   | 6 decembrie 2013      | 14 decembrie 2013    | 31 iulie 2016                  | Rover                                                 | Succes parțial (a întâmpinat dificultăți operaționale după prima noapte lunară) |
| Chang'e 5-T1                                           | 23 octombrie 2014     | 27 octombrie 2014    | 31 octombrie 2014              | Zbor în apropierea Lunii                              | Succes (și-a extins misiunea către punctul L2 și orbita lunară) |
| Manfred Memorial Moon Mission (4M)                     | 23 octombrie 2014     | 28 octombrie 2014    | 11 noiembrie 2014              | Zbor în apropierea Lunii                              | Succes (încărcătură comercială atașată lansatorului Chang'e 5-T1; a măsurat radiația cu un dozimetru) |

### Misiuni viitoare
| Nume                   | Data estimată a lansării | Elemente                                             | Note |
| ---------------------- | ------------------------ | ---------------------------------------------------- | --- |
| Chandrayaan-2          | noiembrie 2018           | Sondă spațială orbitală, sondă de aselenizare, rover | Sondă spațială orbitală care va transporta cinci încărcături, dintre care trei noi și alte două versiuni îmbunătățite ale celor de pe Chandrayaan-1. Toate cele trei sonde, landere și rovere vor fi proiectate și fabricate de India conform ultimului comunicat de presă al ISRO. |
| Chang'e 4              | 2018                     | Sondă de aselenizare, rover                          | Rezervă pentru Chang'e 3. A primit misiunea să aselenizeze pe fața ascunsă a Lunii. |
| Chang'e 5              | 2019                     | Aducere de mostre                                    | Misiunea chineză de aducere de mostre lunare constă dintr-o sondă de aselenizare cu două trepte și o sondă spațială orbitală pentru colectarea de mostre lunare. |
| EM-1                   | 2019                     | Orion                                                | Zbor de testare fără pilot al navei spațiale interplanetare Orion, care urmează să treacă pe lângă Lună pe o traiectorie de întoarcere liberă. |
| LunaH-Map              | 2019                     | Sondă spațială orbitală                              | Sondă spațială orbitală va avea misiunea să găsească apă și gheață la polul sud și să cartografieze depozitele. Ea va purta un contor de neutroni care va măsura neutronii care se scurg de pe suprafața lunară în timp ce va zbura deasupra polului sudic.                         |
| OMOTENASHI             | 2019                     | Sondă de aselenizare                                 | Vehicul de aselenizare gonflabil capabil să măsoare radiațiile și rezistența la forfecare a solului, va aseleniza cu o viteză de impact de 100 km/h, utilizând perne de aer și material sfărâmicios.                                                                                |
| SLIM                   | 2019                     | Sondă de aselenizare, rover                          | Sondă de aselenizare care să efectueze o aselenizare la punct fix cu o eroare de 100 m, va aseleniza în apropierea unei intrări în tubul de lavă. |
| (Particular) Peregrine | 2020                     | Sondă de aselenizare, rover                          | Prima lansare programată a unei încărcături particulare formate dintr-un vehicul de aselenizare și un rover concurând pentru diferite premii. |
| Chang'e 6              | 2020                     | Aducere de mostre                                    | rezervă pentru misiunea Chang'e 5. |
| Luna-Glob              | 2021                     | Sondă spațială orbitală                              | Sondă spațială orbitală pentru efectuarea de experimente astrofizice, pentru monitorizarea cantității de praf și a plasmei, inclusiv pentru studierea radiațiilor cosmice ultraînalte.                                                                                              |
| EM-2                   | 2023                     | Orion                                                | Zborul de testare dirijat al navei spațiale Orion, care urmează să orbiteze în jurul Lunii în prima misiune de acest gen după mai multe decenii. |
| Luna-Glob              | 2024                     | Sondă de aselenizare                                 | Sondă de aselenizare pentru explorarea regiunilor polare ale Lunii, precum și pentru testarea tehnologiilor de aselenizare. |

#### În studiu
| Nume                                | Data estimată a lansării | Elemente                    | Note |
| ----------------------------------- | ------------------------ | --------------------------- | --- |
| (Privată) Shackleton Energy Company | 2018                     | Sondă de aselenizare, Rover | Vehicul robotizat de explorare pentru „identificarea și descrierea naturii, compoziției și locurilor posibile ale concentrațiilor de gheață în craterele de la polul nord și de la polul sud”. |